# 马库斯·奥里利乌斯·普罗布斯
马库斯·奥里利乌斯·普罗布斯（英語：Marcus Aurelius Probus，232年—282年），罗马帝国皇帝，276年-282年在位。

## 生平
罗马皇帝克劳狄·塔西佗于276年4月死于卡帕多细亚。克劳狄·塔西佗同母异父的弟弟，弗洛里安努斯被帝国西部地区的军队拥戴为新的皇帝，但是并没有得到元老院的批准。
同时， 东部地区的军队拥立普罗布斯为帝。于是罗马又发生内战，从军事实力上来说，弗洛里安努斯要强于普罗布斯，但是普罗布斯是有经验的将领，他避免同弗洛里安努斯进行决战。渐渐地，普罗布斯的军队取得优势。276年7月，弗洛里安努斯被自己的部队背叛，在塔尔苏斯被杀。战胜弗洛里安努斯之后，普罗布斯成为罗马唯一的皇帝，并且得到元老院的批准。
普罗布斯在位时间約6年，但是却是一位卓越的将领。他在277年将入寇的日耳曼人打败，光复了高卢，在这场战役之中，罗马军队活捉利吉人（Lygii）的首领森诺（Semno），也击败并赶走法兰克人和汪达尔人（这是法兰克人和汪达尔人最早出现在欧洲历史舞台的紀錄之一）。罗马军队重新出现在易北河，罗马的高层甚至在商讨是否将日耳曼地区纳为罗马的新行省。
当然，同3世纪的其他皇帝一样，普罗布斯在位期间，也要面对不少反叛的将领，不过他在280年至281年间，他平定帝国西部和东部的数场叛乱。总体上，普罗布斯证明自己是一位强有力的皇帝。
普罗布斯不允许他的军队有闲暇之时，在不作战之时，他安排军队开垦土地，栽种灌溉。这种辛苦的劳作，引来已经习惯于闲散的士兵们不满。结果在282年夏天，发生兵变，普罗布斯被兵变的士兵杀死。

## 外部連結
- Probus （页面存档备份，存于）, article at NumisWiki
- . . New York: Robert Appleton Company. 1913.